# Fram (navio)

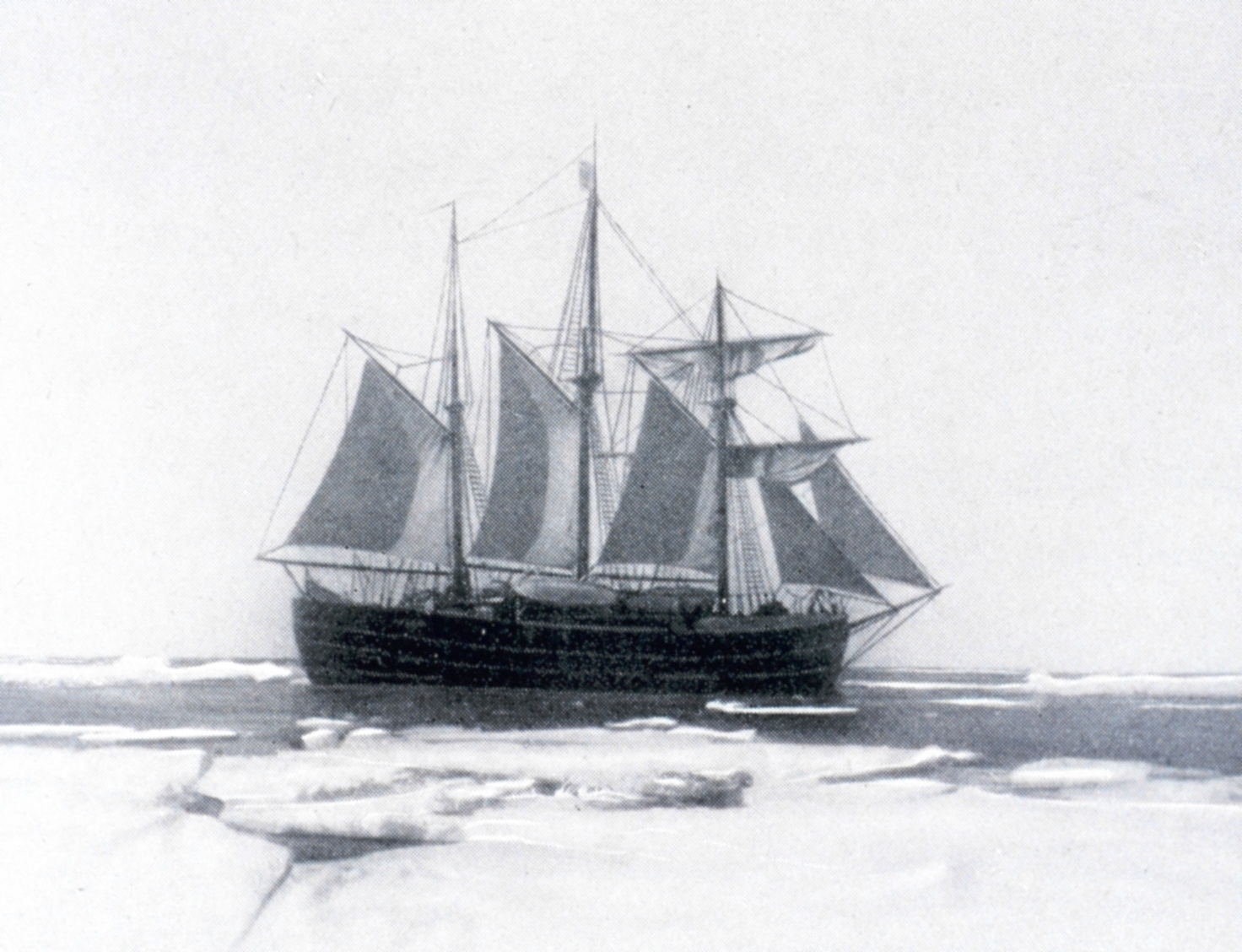
O Fram na Antártica, na expedição de Roald Amundsen.

Fram é um navio veleiro tipo escuna, que serviu as expedições polares de Fridtjof Nansen, Otto Sverdrup, Oscar Wisting e Roald Amundsen entre 1893 e 1912.
O navio foi desenhado e construído pelo arquiteto naval Colin Archer, no porto de Larvik na Noruega.
A embarcação hoje é um navio-museu e está ancorada no porto de Oslo, Noruega. O seu nome foi dado ao estreito do Fram, entre Svalbard e a Gronelândia

## Ver também

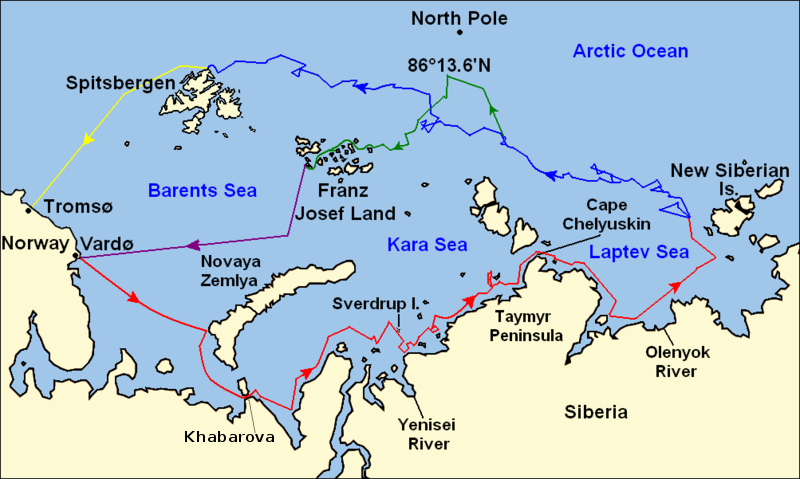
Expedição Fridtjof Nansen 1893-1896 (rotas):
Rota a partir de Vardø ao longo da costa da Sibéria, girando no norte passando por ilhas da Sibéria para entrar no bloco de gelo, julho-setembro 1893
O Fram fica a deriva preso no gelo a partir das Ilhas da Nova Sibéria indo em direção ao oeste até a ilha Spitsbergen, setembro 1893 - agosto 1896
Marcha de Nansen e Johansen a partir da posição 86 ° 13,6 'N, chegando até a Ilha Northbrook na Terra de Francisco José, março 1895 - junho 1896
Nansen e Johansen retornam a Vardø a partir da Ilha Northbrook, agosto 1896
Viagem do Fram partindo de Spitsbergen e aportando em Tromsø, agosto 1896

## Expedições

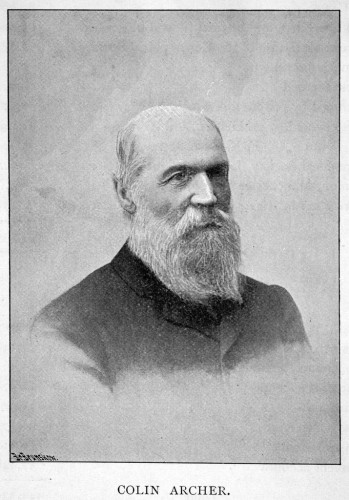
Colin Archer construtor do Fram.

| Explorador      | Período   | Destino/Região            |
| --------------- | --------- | ------------------------- |
| Fridtjof Nansen | 1893-1896 | Expedição a Região Ártica |
| Otto Sverdrup   | 1898-1902 | Ártico canadense          |
| Roald Amundsen  | 1910-1912 | Expedição ao Polo Sul     |